# Carlos Berlanga
Carlos García-Berlanga Manrique (Madrid, 11 d'agost de 1959-ibidem, 5 de juny de 2002) va ser un cantant, compositor i lletrista espanyol de música pop i una de les figures centrals de la Movida madrilenya. La seva etapa més reconeguda correspon als anys 80, quan va formar part dels grups com Kaka de Luxe, Alaska y los Pegamoides i, molt especialment, Alaska y Dinarama.
En la seva faceta de dissenyador i pintor destaca la realització del cartell de la pel·lícula Matador (1986) de Pedro Almodóvar i del de la XIII edició de la Mostra de València. Entre 1989 i 1990 va realitzar unes tires còmiques per al diari ABC (de Madrid).
Era besnet de l'advocat i polític Fidel García Berlanga (1859-1914), net de l'advocat i polític José García-Berlanga Pardo (1886-1952), fill del cineasta Luis García Berlanga (1921-2010) i germà de l'escriptor Jorge Berlanga (1958-2011).

## Biografia
Carlos García-Berlanga Manrique va néixer en Madrid l'11 d'agost de 1959, fill del director de cinema Luis García Berlanga i de María Jesús Manrique d'Aragó. Va tenir tres germans: José Luis, Jorge i Fernando. Va començar a estudiar la carrera de Dret però no va arribar a acabar la llicenciatura, bolcant-se de ple en diverses inquietuds artístiques.

### 1977-1989: amb Kaka de Luxe, Alaska y los Pegamoides y Dinarama
El 1977 va crear ―amb El Zurdo, Manolo Campoamor, Enrique Sierra, Alaska, Nacho Canut i Pablo Martínez―, el grup de música punk rock Kaka de Luxe que editaria aquest mateix any un extended play i, el 1983, ja dissolt el grup, l’elapé Las canciones malditas.
En 1979, després de la desaparició de Kaka de Luxe i en companyia de tres dels seus antics companys, Alaska, Manolo Campoamor i Nacho Canut, més la incorporació d'Ana Curra i d'Eduardo Benavente (més tard), crea un nou grup, Alaska y los Pegamoides, que publicaria diversos senzills i un elepé anomenat, irònicament per tractar-se d'un debut, Grandes éxitos, atès que el seu repertori era àmpliament conegut pels seus seguidors després d'infinitat de concerts i maquetes. Berlanga va escriure en solitari un dels èxits del grup, «Bote de Colón» i, en compania de Canut, altres com «Horror en el Hipermercado», «La rebelión de los electrodomésticos» i molt especialment, el discotequer «Bailando», que es va convertir en un gran èxit en diversos països.
En 1982, de nou en companyia d’Alaska i Nacho Canut, forma el grup Alaska y Dinarama, que aconseguiria un èxit massiu, arribant a vendre dels seus cinc elepés, i fins a la dissolució del grup en 1989, més de quatre milions de discos. D'aquesta etapa, composts per Berlanga i Canut, han quedat himnes generacionals com «Cómo pudiste hacerme esto a mí», «Un hombre de verdad», «Ni tú ni nadie», «A quién le importa» o «Rey del Glam».
En 1989, després de la publicació de l'últim disc de Dinarama, Fan fatal, i després de mesos de pública discrepància que van desembocar en enfrontaments personals amb els seus companys per l'evolució musical que havia adoptat el grup, Carlos abandona aquest i emprèn la seva carrera en solitari que, encara que amb una certa repercussió en els ambients considerats independents, mai arribaria a aconseguir la rellevància de la seva etapa anterior.

### 1989-2002: en solitari
En 1990, pocs mesos després de la seva ruptura amb Alaska i Dinarama, surt a la venda el seu primer disc en solitari,, El Ángel Exterminador.Produït per Luis Carlos Esteban per a Hispavox, inclou deu cançons, entre elles la que dona títol a l'àlbum, que fa referència a la pel·lícula homònima de Luis Buñuel i a Felisín, L'Àngel Exterminador, personatge secundari d'un còmic de Juan Carlos Eguillor.
En 1994 edita el seu segon treball, Indicios, per al segell discogràfic Compadres. Produït per Juan Manuel Sueiro, conté altres deu temes en les lletres dels quals col·labora Paloma Olivié. Destaquen «La funcionaria», amb Vainica Doble, i «Águas de Março», el clàssic d’ Antonio Carlos Jobim, on hi col·labora Ana Belén. La portada del disc és igualment un homenatge a la del disc Wave de l'artista brasiler. Indicios va ser reeditat en 2003 pel segell Austrohúngaro.
El seu tercer disc, Vía Satélite Alrededor De Carlos Berlanga, va sortir a la venda el 1997. Produït per Fangoria i Big Toxic per a Edel, és un treball de so electrònic que es desmarca del seu tradicional estil pop. Conté tretze cançons, destacant la participació d'Alaska en «Políticamente Incorrecto» o «La Cajera». Nacho Canut coescriu les lletres.
En 2001 va publicar el seu últim disc, Impermeable, pel segell Elefant Rècords. Produït per Ibon Errazkin (ex-Le Mans) i barrejat a Londres per Ian Catt (Saint Etienne, Shampoo...). Hi van col·laborar Parade, Alaska (Olvido Gara) de Fangoria i Mikel de La Buena Vida, i suposa un retorn als seus inicis de pop elegant i sofisticat, amb un total de deu cançons, dues d'elles sengles versions de M. Jonasz i Tom Jobim.

### Defunció
Carlos Berlanga va morir a Madrid el 5 de juny de 2002 a la prematura edat de 42 anys, a conseqüència d'una llarga malaltia hepàtica, deixant un llegat d'unes 185 cançons que van interpretar, a més d'ell i els seus grups, artistes tan dispars com Fangoria, Raffaella Carrá, Sara Montiel, Miguel Bosé, Thalía, La Casa Blava, Omara Portuondo, Rozalén, Ana Belén, Pedro Almodóvar, Enrique Urquijo, Loquillo, Raphael i Rita Pavone, Bebe, Xoel López, Javier Álvarez, Edith Salazar, Soleá Morente...etc.

## Discografia
Amb Kaka de Luxe
- Kaka de Luxe (EP) (1977).
- Kaka de Luxe/Paraíso (1978).
- Las canciones malditas (1983).

Amb Alaska y los Pegamoides
- Grandes Éxitos (1982).
- Alaska y los Pegamoides (1982).

Amb Alaska y Dinarama
- Canciones profanas (1983).
- Deseo carnal (1984).
- No Es Pecado (1986).
- Diez (1987).
- Fan fatal (1989).

En solitari
- El Ángel Exterminador (1990).
- Indicios (1994).
- Vía Satélite Alrededor De Carlos Berlanga (1997).
- Impermeable (2001).

## Homenatges i exposicions
En 2009 amb motiu de la XXX edició de la Mostra de València, aprofitant l'homenatge que se li rendeix a la família Berlanga i coincidint amb el que hagués estat el seu 50 aniversari, s'inaugura amb el suport del Ajuntament de Madrid, l'exposició titulada (en referència a un dels títols dels seus LP en solitari) «Viaje satélite alrededor de Carlos Berlanga». En ella s'exposava un gran nombre d'obres pictòriques, esculturals, dissenys gràfics de cartells, tires còmiques, retrats de l'artista i un audiovisual amb entrevistes i actuacions. Posteriorment es va editar el catàleg de l'exposició, incloent-hi material de l'inclòs a les sales, que va incloure un CD recopilatori amb tres cançons inèdites i llargues declaracions de les persones més íntimes.
Un any després, en 2010, es van publicar dos discos sobre la seva obra: «Reproches Y Vehemencias», la primera compilació sobre el seu treball discogràfic; i també el disc homenatge « Viaje Satélite Alrededor De Carlos Berlanga» en el qual un grup d'artistes feien versions de les cançons de Carlos Berlanga. Publicat per El Volcán Música entre els versionadors hi ha Bebe, Fangoria, Bernardo Bonezzi, Xoel López, Astrud, Hidrogenesse o Chico Y Chica. Curiosament el disc homenatge va obtenir millor repercussió que el disc oficial recopilatori.
En 2013 Pablo Sycet va comissariar una exposició titulada «Carlos Berlanga: imágenes, palabras… y música» a l’Espacio Cultural MIRA de Pozuelo (Madrid) que va incloure conferències de professionals i experts com Rafa Cervera i taules rodones, en les quals hi participaren personalitats com Jesús Ordovás i Mario Vaquerizo.
En 2016 es va editar la recopilació «Integral» editada per la discogràfica Lemuria Music. > Inclou tots els discos en solitari de Carlos Berlanga en format vinil i CD, a més d'incloure actuacions, entrevistes i un llibret de 60 pàgines amb textos d'artistes contemporanis a la seva època com Miguel Bosé, Pedro Almodóvar o Alaska i Nacho Canut.